# Рыбаков, Анатолий Васильевич
Анатолий Васильевич Рыбаков (род. 30 января 1956, Кремлёв) — советский пловец, трёхкратный чемпион СССР, призёр чемпионатов Европы (1974) и мира (1975) в эстафетах. Мастер спорта СССР международного класса (1974).

## Биография
Родился 30 января 1956 года в закрытом городе Кремлёв (ныне Саров). Начал заниматься плаванием в возрасте 10 лет у Раисы Кильдишевой. В 1973–1976 годах жил в Москве и тренировался под руководством Павла Иоселиани.
Специализировался в плавании вольным стилем на короткие дистанции. Наиболее значимых результатов добивался в середине 1970-х годов. В 1974 году стал чемпионом СССР в эстафетах 4×100 и 4×200 метров вольным стилем, а также комбинированной эстафете. В том же году вошёл в состав сборной страны на чемпионате Европы в Вене и выиграл серебряную медаль в эстафете 4×100 метров. В 1975 году на чемпионате мира в Кали завоевал бронзовую награду в эстафете 4×200 метров.
В 1976 году завершил свою спортивную карьеру и переехал в город Долгопрудный, где в 1976–1990 годах занимался тренерской деятельностью в ДЮСШ «Буревестник». На протяжении многих лет работает тренером студенческой команды Московского физико-технического института по плаванию. С 2012 года участвует в ветеранских соревнованиях, является многократным победителем и призёром турниров, проводимых плавательным движением «Мастерс». 

## Образование
Окончил Московский областной педагогический институт имени Н. К. Крупской.